# 金賢淑
金賢淑（韓語：김현숙，1978年10月16日—），韓國女演員。2001年通过电影《朋友》出道，因出演《搞笑演唱會》成為搞笑藝人而聞名。但随后在《丑女大翻身》、《我的见鬼女友》以及《奇怪的她》等多部電影作品都以抢镜者之姿活跃，尤其連續12年在电视剧《沒禮貌的英愛小姐》中饰演痛快地与偏见对抗的李英爱一角，引领该系列拍摄至第17季。

## 演出作品

### 電視劇
- 2007年—2019年：tvN《沒禮貌的英愛小姐》共17季 飾演 李英愛
- 2012年：OCN《吸血鬼檢察官2》飾演 李英愛（第8集客串）
- 2014年：tvN《一起吃飯吧》飾演 李英愛（第16集客串）
- 2015年：tvN《一起吃飯吧2》飾演 李英愛（第11集客串）
- 2016年：SBS特輯電視劇《羅青廉議員綁架事件》飾演 英蘭
- 2016年：KBS2《白熙回來了》飾演 薔薇
- 2016年：tvN《打架吧鬼神》飾演 女菩薩（特別演出）
- 2017年：KBS2《推理的女王》飾演 金慶美
- 2018年：KBS2《推理的女王2》飾演 金慶美
- 2018年：KBS2《你也是人類嗎》飾演 趙基子
- 2020年：MBC《一起吃晚餐嗎？》飾演 海慶的患者（第1、2、8集客串）
- 2022年：SBS《社內相親》飾演 呂依主部長
- 2022年：tvN《還魂》飾演 朴道主
- 2022年：KBS《謝幕：樹立而死》飾演 洪羅京
- 2024年：ENA《星星閃耀的夜晚》飾演 洪正花
- 2025年：tvN《拜託戒酒吧》飾演 基範媽媽

### 電影
- 2001年：《朋友》
- 2002年：《Champion》
- 2005年：《糊塗家族》
- 2006年：《醜女大翻身》飾演 朴靜敏
- 2008年：《當你沉睡時》
- 2009年：《鄭勝必失蹤事件》
- 2009年：《天空和海洋》（客串）
- 2011年：《我的見鬼女友》飾演 敏貞
- 2013年：《強哲》
- 2014年：《奇怪的她》飾演 朴娜英
- 2018年：《婚禮的那一天》（客串）
- 2018年：《美國城》
- 2019年：《單身三人行（朝鲜语：두번 할까요）》飾演 洪蘭
- 2022年：《공짜 : 공기타짜》

### 音樂劇
- 2011年—2014年：《沒禮貌的英愛小姐》飾演 李英愛[6][7]

## 綜藝節目
- 2005年：KBS2《搞笑演唱會》
- 2006年：KBS2《笑聲充電站》—막무가내合唱團
- 2015年：MBC《真正的男人—女軍特輯3》
- 2021年：JTBC《勇敢的Solo育兒—我來養大》

## 音樂作品
| 數位專輯 # | 專輯資料                                                           | 曲目                                         |
| 1st        | 《沒禮貌的英愛小姐》—聖誕頌 - 發行日期：2010年12月6日 - 語言：韓語 | 曲目 1. 白雪飄落（獨唱） 2. 沒禮貌的（合唱） |

## 獲獎
- 2005年：第4屆KBS演藝大獎—喜劇部門優秀獎《搞笑演唱會》
- 2008年：第2屆韓國電視劇大獎—人气賞《沒禮貌的英愛小姐》第3季
- 2012年：第6屆音樂劇大賞—最佳新女演員獎《沒禮貌的英愛小姐》
- 2015年：第15屆MBC演藝大獎—綜藝部門女子優秀獎
- 2016年：tvN10 Awards—電視劇部門全勤賞《沒禮貌的英愛小姐》
- 2018年：KBS演技大賞—最佳女配角《推理的女王2》、《你也是人類嗎》
- 2023年：第4屆Scene Stealer Festival—搶鏡者獎[9]

## 外部連結
- 金賢淑的Instagram帳戶
- 金賢淑在NAVER上的资料
- 金賢淑在Daum上的资料
- 金賢淑在HanCinema的頁面（英文）